# سام ایستون
سام ایستون (انگلیسی: Sam Aiston؛ زادهٔ ۲۱ نوامبر ۱۹۷۶) بازیکن فوتبال اهل بریتانیا است.
از باشگاه‌هایی که وی در آن‌ها بازی کرده‌است می‌توان به استوک سیتی، برتون آلبیون، ترانمره راورز، رکسهام، گینزبورو، استافورد رانجرز، نورث‌همپتون تاون، ساندرلند، و شروزبری تاون اشاره کرد.